# Gibberula vomoensis
Gibberula vomoensis là một loài ốc biển rất nhỏ, là động vật thân mềm chân bụng sống ở biển trong họ Cystiscidae.

## Miêu tả
Vỏ của loài này dài từ 1,5 đến 10 mm, hình trứng, mập, có một chóp nhỏ, thấp. Môi bên ngoài dày lên nhưng không có biến dạng bên ngoài. Nó thường được làm răng giả bên trong. Cột sống có một số bện trên vành dày lên, kích thước giảm dần về phía đầu sau.Cái vỏ có khía rõ ràng.